# Arondismentul Montpellier
Arondismentul Montpellier (în franceză Arrondissement de Montpellier) este un arondisment din departamentul Hérault, regiunea Languedoc-Roussillon, Franța.

## Subdiviziuni

### Cantoane
- Cantonul Castelnau-le-Lez
- Cantonul Castries
- Cantonul Claret
- Cantonul Frontignan
- Cantonul Lattes
- Cantonul Lunel
- Cantonul Les Matelles
- Cantonul Mauguio
- Cantonul Mèze
- Cantonul Montpellier-1
- Cantonul Montpellier-2
- Cantonul Montpellier-3
- Cantonul Montpellier-4
- Cantonul Montpellier-5
- Cantonul Montpellier-6
- Cantonul Montpellier-7
- Cantonul Montpellier-8
- Cantonul Montpellier-9
- Cantonul Montpellier-10
- Cantonul Pignan
- Cantonul Sète-1
- Cantonul Sète-2

### Comune
| 1. Agonès (34005)                     | 2. Aniane (34010)                          | 3. Argelliers (34012)                      | 4. Assas (34014)                    |
| 5. Baillargues (34022)                | 6. Balaruc-le-Vieux (34024)                | 7. Balaruc-les-Bains (34023)               | 8. Beaulieu (34027)                 |
| 9. Boisseron (34033)                  | 10. La Boissière (34035)                   | 11. Bouzigues (34039)                      | 12. Brissac (34042)                 |
| 13. Buzignargues (34043)              | 14. Campagne (34048)                       | 15. Candillargues (34050)                  | 16. Castelnau-le-Lez (34057)        |
| 17. Castries (34058)                  | 18. Causse-de-la-Selle (34060)             | 19. Cazevieille (34066)                    | 20. Cazilhac (34067)                |
| 21. Clapiers (34077)                  | 22. Claret (34078)                         | 23. Combaillaux (34082)                    | 24. Cournonsec (34087)              |
| 25. Cournonterral (34088)             | 26. Le Crès (34090)                        | 27. Fabrègues (34095)                      | 28. Ferrières-les-Verreries (34099) |
| 29. Fontanès (34102)                  | 30. Frontignan (34108)                     | 31. Galargues (34110)                      | 32. Ganges (34111)                  |
| 33. Garrigues (34112)                 | 34. Gigean (34113)                         | 35. Gorniès (34115)                        | 36. Grabels (34116)                 |
| 37. La Grande-Motte (34344)           | 38. Guzargues (34118)                      | 39. Jacou (34120)                          | 40. Juvignac (34123)                |
| 41. Lansargues (34127)                | 42. Laroque (34128)                        | 43. Lattes (34129)                         | 44. Lauret (34131)                  |
| 45. Lavérune (34134)                  | 46. Loupian (34143)                        | 47. Lunel (34145)                          | 48. Lunel-Viel (34146)              |
| 49. Marsillargues (34151)             | 50. Mas-de-Londres (34152)                 | 51. Les Matelles (34153)                   | 52. Mauguio (34154)                 |
| 53. Mireval (34159)                   | 54. Montarnaud (34163)                     | 55. Montaud (34164)                        | 56. Montbazin (34165)               |
| 57. Montferrier-sur-Lez (34169)       | 58. Montoulieu (34171)                     | 59. Montpellier (34172)                    | 60. Moulès-et-Baucels (34174)       |
| 61. Mudaison (34176)                  | 62. Murles (34177)                         | 63. Murviel-lès-Montpellier (34179)        | 64. Mèze (34157)                    |
| 65. Notre-Dame-de-Londres (34185)     | 66. Palavas-les-Flots (34192)              | 67. Pignan (34202)                         | 68. Poussan (34213)                 |
| 69. Prades-le-Lez (34217)             | 70. Puéchabon (34221)                      | 71. Pégairolles-de-Buèges (34195)          | 72. Pérols (34198)                  |
| 73. Restinclières (34227)             | 74. Rouet (34236)                          | 75. Saint-André-de-Buèges (34238)          | 76. Saint-Aunès (34240)             |
| 77. Saint-Bauzille-de-Montmel (34242) | 78. Saint-Bauzille-de-Putois (34243)       | 79. Saint-Brès (34244)                     | 80. Saint-Christol (34246)          |
| 81. Saint-Clément-de-Rivière (34247)  | 82. Saint-Drézéry (34249)                  | 83. Saint-Geniès-des-Mourgues (34256)      | 84. Saint-Georges-d'Orques (34259)  |
| 85. Saint-Guilhem-le-Désert (34261)   | 86. Saint-Gély-du-Fesc (34255)             | 87. Saint-Hilaire-de-Beauvoir (34263)      | 88. Saint-Jean-de-Buèges (34264)    |
| 89. Saint-Jean-de-Cornies (34265)     | 90. Saint-Jean-de-Cuculles (34266)         | 91. Saint-Jean-de-Védas (34270)            | 92. Saint-Just (34272)              |
| 93. Saint-Martin-de-Londres (34274)   | 94. Saint-Mathieu-de-Tréviers (34276)      | 95. Saint-Nazaire-de-Pézan (34280)         | 96. Saint-Paul-et-Valmalle (34282)  |
| 97. Saint-Sériès (34288)              | 98. Saint-Vincent-de-Barbeyrargues (34290) | 99. Sainte-Croix-de-Quintillargues (34248) | 100. Saturargues (34294)            |
| 101. Saussan (34295)                  | 102. Saussines (34296)                     | 103. Sauteyrargues (34297)                 | 104. Sussargues (34307)             |
| 105. Sète (34301)                     | 106. Teyran (34309)                        | 107. Le Triadou (34314)                    | 108. Vacquières (34318)             |
| 109. Vailhauquès (34320)              | 110. Valergues (34321)                     | 111. Valflaunès (34322)                    | 112. Vendargues (34327)             |
| 113. Vic-la-Gardiole (34333)          | 114. Villeneuve-lès-Maguelone (34337)      | 115. Villetelle (34340)                    | 116. Villeveyrac (34341)            |
| 117. Viols-en-Laval (34342)           | 118. Viols-le-Fort (34343)                 | 119. Vérargues (34330)                     |                                     |